# Observador
En física, un observador es cualquier ente capaz de realizar mediciones de magnitudes físicas del sistema para obtener información sobre el estado físico de dicho sistema.
Por "abuso de lenguaje" también se denomina observador a la descripción matemática de uno de esos entes capaces de hacer medidas. Dados dos observadores, un problema fundamental es establecer las leyes de transformación (o covariancia general) necesarias para relacionar las medidas de ambos observadores.

## Observadores en Mecánica clásica
Los observadores en mecánica clásica tienen dos propiedades fundamentales:
1. Tiempo absoluto. Todos los observadores comparten una referencia temporal, o tiempo absoluto, es decir, existe una magnitud escalar llamada tiempo que tiene el mismo valor invariante para todos los observadores con independencia de su estado de movimiento.
2. Discrecionalidad de la medida. Es posible concebir, al menos en la teoría, un procedimiento de medida arbitrariamente exacto, tal que cualquiera que sea la magnitud física observada en el proceso de medición no altera el estado físico. Es decir, pueden tratarse discrecionalmente al observador y al sistema físico observado.

### Mecánica newtoniana
En mecánica newtoniana un observador es cualquier sujeto o aparato de medir asociado a un sistema de referencia cartesiano (aunque podemos definir sistemas de referencia no cartesianos, no suelen usarse en el marco de la mecánica newtoniana). Además en mecánica newtoniana existen un tipo de observadores "privilegiados" llamados observadores inerciales (aunque un sistema de referencia cartesiano puede ser inercial o no-inercial).
Los sistemas de referencia inerciales tienen la peculiaridad de que en ellos se satisfacen directamente las leyes de Newton. En cambio en los sistemas no-inerciales, la suma de fuerzas reales no iguala al producto de la masa por la aceleración de la partícula. De hecho un observador no-inercial que tratara de estudiar el movimiento de una partícula a partir de las leyes de Newton se vería obligado a introducir ciertas fuerzas aparentes o fuerzas ficticias que sumadas a las fuerzas reales si verificarían entonces las leyes de Newton.

### Mecánica de medios continuos
En el estudio de la deformación en la mecánica de medios continuos se emplean comúnmente dos sistemas de coordenadas diferentes:
- Las coordenadas lagrangianas o materiales.
- Las coordenadas eulerianas o espaciales.

## Observadores en Mecánica relativista
De las dos propiedades fundamentales de los observadores de la mecánica clásica, la propiedad del tiempo absoluto y la discrecionalidad de la medida, en mecánica relativista solo se mantiene la segunda, ya que debido al carácter relativo del espacio y el tiempo de los observadores, no puede definirse un tiempo absoluto independiente del observador, sino que cada uno tiene su tiempo propio.
En mecánica relativista un observador de una región del espacio-tiempo viene caracterizado por una sección del fibrado de bases ortonormales del espacio tangente a cada punto [de la variedad diferenciable que representa] el espacio-tiempo curvo. 
Así un observador sería una asignación a cada punto del espacio tiempo de cuatro campos vectoriales continuos mutuamente ortogonales, que representarían los "ejes de coordenadas" usados para ese punto. Matemáticamente estos campos vectoriales forman un marco móvil. La condición de que el observador sea físicamente realizable, mediante instrumentos y aparatos de medida, es que uno estos campos vectoriales sea para todo punto del espacio-tiempo un vector temporal. Un observador por tanto podría representarse sobre una región con coordenadas xμ como:

{\displaystyle \left\{e_{0}(x^{\mu }),e_{1}(x^{\mu }),e_{2}(x^{\mu }),e_{3}(x^{\mu })\right\}_{obs}}

Donde:
{\displaystyle g(e_{0},e_{0})<0,\qquad g(e_{i},e_{i})<0\quad (i\in \left\{1,2,3\right\}}

La objetividad física del espacio-tiempo, o más propiamente intersubjetividad de las medidas, implica que al ser observado un mismo fenómeno físico por diferentes observadores las medidas realizadas por estos deben ser relacionables por reglas fijas, conocidas como leyes de transformación acordes a si la magnitud física es de tipo escalar, vectorial o propiamente tensorial.

Si los sistemas de ejes ortogonales usados por dos observadores vienen dados por {\displaystyle \left\{{\hat {e}}_{0},{\hat {e}}_{1}{\hat {e}}_{2},{\hat {e}}_{3}\right\}_{obs1}} y {\displaystyle \left\{{\bar {e}}_{0},{\bar {e}}_{1}{\bar {e}}_{2},{\bar {e}}_{3}\right\}_{obs2}}, las componentes físicas de un tensor cualquiera T vendrán dadas por en los dos sistemas de coordenadas serán diferentes:

{\displaystyle T={\hat {T}}_{\alpha _{1},...\alpha _{m}}^{\beta _{1}...\beta _{n}}\quad {\hat {e}}_{\alpha _{1}}\otimes ...\otimes {\hat {e}}_{\alpha _{m}}\otimes {\hat {\theta }}^{\beta _{1}}\otimes ...\otimes {\hat {\theta }}^{\beta _{n}}}
{\displaystyle T={\bar {T}}_{\alpha _{1},...\alpha _{m}}^{\beta _{1}...\beta _{n}}\quad {\bar {e}}_{\alpha _{1}}\otimes ...\otimes {\bar {e}}_{\alpha _{m}}\otimes {\bar {\theta }}^{\beta _{1}}\otimes ...\otimes {\bar {\theta }}^{\beta _{n}}}

{\displaystyle {\hat {T}}_{\alpha _{1},...\alpha _{m}}^{\beta _{1}...\beta _{n}}\neq {\bar {T}}_{\alpha _{1},...\alpha _{m}}^{\beta _{1}...\beta _{n}}}

Donde hemos usado el convenio de sumación de Einstein y:

{\displaystyle \left\{{\hat {\theta }}^{0},{\hat {\theta }}^{1}{\hat {\theta }}^{2},{\hat {\theta }}^{3}\right\}_{obs1}}, base dual de {\displaystyle \left\{{\hat {e}}_{0},{\hat {e}}_{1}{\hat {e}}_{2},{\hat {e}}_{3}\right\}_{obs1}}, definida por: {\displaystyle {\hat {\theta }}^{\beta }({\hat {e}}_{\alpha })=\delta _{\alpha }^{\beta }}.

{\displaystyle \left\{{\bar {\theta }}^{0},{\bar {\theta }}^{1}{\bar {\theta }}^{2},{\bar {\theta }}^{3}\right\}_{obs2}}, base dual de {\displaystyle \left\{{\bar {e}}_{0},{\bar {e}}_{1}{\bar {e}}_{2},{\bar {e}}_{3}\right\}_{obs2}}, definida por: {\displaystyle {\bar {\theta }}^{\beta }({\bar {e}}_{\alpha })=\delta _{\alpha }^{\beta }}

Sin embargo, las componentes medidas por el observador 1 y el observador 2 por el principio de objetividad de la realidad física estarán relacionadas de la siguiente manera (nuevamente se usa la convención de Einstein):
{\displaystyle {\bar {T}}_{\alpha _{1},...\alpha _{m}}^{\beta _{1}...\beta _{n}}={\hat {T}}_{\alpha '_{1},...\alpha '_{m}}^{\beta '_{1}...\beta '_{n}}\quad {A^{T}}_{\beta '_{1}}^{\beta _{1}}...{A^{T}}_{\beta '_{n}}^{\beta _{n}}A_{\alpha _{1}}^{\alpha '_{1}}...A_{\alpha _{n}}^{\alpha '_{n}}}
Donde A representa la matriz cambio de base, entre las bases vectoriales dadas para el observador 1 y el observador 2. Por ejemplo si consideramos solo observadores inerciales dentro de la teoría de la relatividad especial la matriz A es simplemente una transformación de Lorentz.

## Observadores en Mecánica cuántica
En mecánica cuántica de los dos supuestos fundamentales de los observadores de la mecánica clásica, el de discrecionalidad de la medida resulta inaceptable (en cambio el del tiempo absoluto es usado en mecánica cuántica no relativista, pero no es aceptable en mecánica cuántica relativista).
La falta de discrecionalidad de la medida ocasiona complicaciones, recogidas en los postulados III y IV y que en conjunto afirman que el resultado de una magnitud física no tiene que tener un valor determinado y fijo para un observador. El resultado de una medida es una variable aleatoria aunque su distribución de probabilidad generalmente sí es conocida, además durante el proceso de medida el sistema experimenta una evolución no determinista e impredictible (en el intervalo entre medidas en cambio el sistema evoluciona de acuerdo con la ecuación de Schrödinger tal como afirma el postulado V).